# Muhabbetiella tau
Muhabbetiella tau är en tvåvingeart som först beskrevs av Foote 1978.  Muhabbetiella tau ingår i släktet Muhabbetiella och familjen borrflugor. Inga underarter finns listade i Catalogue of Life.